# Ponte Vella
Ponte Vella (galicijsko za 'stari most', Ponte Romana (rimski most), Ponte Maior (veliki most)) je srednjeveški most, zgrajen na rimskih temeljih v Ourenseju v Španiji. Stoji na križišču N120 in Rua Progreso in se pne čez reko Miño. Njegov strm vzpon za 41 metrov nad reko omogoča varen prehod med poplavami. Nekoč je veljal za največji most v vsej Španiji.

## Geografija
Most stoji ob kapelici na Jakobovi poti, ki povezuje Ourense in Santiago de Compostela. Ponte Maior je bil edini dostop čez reko Miño, dokler leta 1816 niso zgradili še enega mostu, medtem ko je bil pozneje v tisočletju zgrajen sodoben most Ponte Milenio.

## Zgodovina
Prvotni most čez reko Miño je bil zgrajen v času vladavine cesarja Avgusta v 1. stoletju, čeprav drugi viri navajajo, da je bil zgrajen v času Trajana. Ta most se omenja v oporoki Doñe Urraca, kjer naj bi ga popravili s sredstvi, ki jih je zagotovil Ferdinand III. Kastiljski. Od srednjega veka je omogočal dostop do mesta Ourense za trgovino in romanje. Strukturo je leta 1230 obnovil škof Lorenzo na rimskih temeljih (prvotni oboki  leta 1449 ga je popravil škof Pedro de Silva. Takrat je v dolžino meril 402 m, razpon največjega loka pa 48 m. Vendar se je glavni lok leta 1499 podrl, most pa je bil leta 1679 obnovljen na dolžino 370 metrov s sedmimi obokanimi razponi, glavni razpon pa meri 43 metrov. Višina mostu nad gladino vode je 38 metrov.